# John Ross (friidrottare)
John Ross, född 13 november 1931, död 1 november 2022, var en friidrottare från Kanada. Han deltog vid olympiska sommarspelen 1952.